# Stourport-on-Severn
Stourport-on-Severn – miasto i civil parish w Wielkiej Brytanii, w Anglii, w hrabstwie Worcestershire, w dystrykcie Wyre Forest. W 2011 roku civil parish liczyła 20 292 mieszkańców.
W tym mieście ma swoją siedzibę klub piłkarski - Stourport Swifts F.C.

## Miasta partnerskie
- Villeneuve-le-Roi